# Dichaeta caudata
Dichaeta caudata är en tvåvingeart som beskrevs av Fallen 1813. Dichaeta caudata ingår i släktet Dichaeta och familjen vattenflugor. Arten är reproducerande i Sverige. Inga underarter finns listade i Catalogue of Life.